# Antoni Sabaté i Ibarz
Antoni Sabaté i Ibarz (Flix, 12 de novembre de 1954 - Tortosa, 4 de febrer de 2018) fou un polític català, germà de Xavier Sabaté i Ibarz, diputat al Parlament de Catalunya en la V Legislatura.
Estudià forja i serralleria a la Universitat Laboral de Còrdova. Va treballar en la indústria química i era afiliat a la UGT. Militant del PSC-PSOE des de 1983, va ser alcalde de Flix de 1987 a 2003, membre del Consell Comarcal de la Ribera d'Ebre de 1988 a 1999, diputat provincial a la Diputació de Tarragona de 1983 a 1991 i, de 1983 a 1987, en presidí la Comissió de Medi Ambient. Fou elegit diputat a les eleccions al Parlament de Catalunya de 1999. El 2007 fou nomenat responsable d'Acció Territorial a les Terres de l'Ebre del Departament de Política Territorial i Obres Públiques. Morí el 4 de febrer de 2018 a causa d'un càncer.